# Абен, Карл
Карл Абен (эст. Karl Aben; 23 сентября 1896, близ Мариенбурга, Яуналуксненская волость —- 22 октября 1976, Тарту) – эстонский и латышский лингвист и переводчик.

## Биография
Эстонец по происхождению. Родился в северной Латвии. Окончил филологический факультет в 1940 году Университета Тарту.
В 1940-1941 годах работал в Рижском университете преподавателем эстонского и финского языков. С 1944 по 1961 год работал в Тартуском университете, вначале в основном учил эстонский язык русским студентам.
Автор множества статей по эстонской и латышской литературе и отношениям, а также по педагогике и языкознанию. Он также составил первые эстонско-латышский и латышско-эстонский словари.
В Эстонии стал известен как ведущий переводчик страны с латышского языка. Перевёл произведения  Райниса, Вилиса Лациса и Андрея Упита и многих других, также переводил с эстонского на латышский язык ( «Заброшенный дом Оскара Лутса» ).

## Избранные публикации
- Helisev vaikus (1925)
- Luule tõlkimise põhiprobleeme (1957, Emakeele Seltsi aastaraamat)
- Läti-eesti sõnaraamat (1959, 1965)
- Eesti-läti sõnaraamat (1967)
- Vestlusi eesti ja läti keeles = Igauņu-latviešu sarunu vārdnīca (1973)